# Крыло самолёта
Крыло в авиационной технике — несущая поверхность, имеющая в сечении по направлению потока профилированную форму и предназначенная для создания аэродинамической подъёмной силы. Крыло самолёта может иметь различную форму в плане, а по размаху — различную форму сечений в плоскостях, параллельных плоскости симметрии самолёта, а также различные углы крутки сечений в указанных плоскостях.

## История исследования
Первые теоретические исследования и важные результаты для крыла бесконечного размаха проведены на рубеже XIX—XX веков русскими учёными Н. Жуковским, С. Чаплыгиным, немецким М. Куттой, английским Ф. Ланчестером. Теоретические работы для реального крыла начаты немцем Л. Прандтлем.
Среди полученных ими результатов можно отметить:
- Теорема Жуковского
- Постулат Жуковского — Чаплыгина
- Lanchster-Prandtle en:lifting-line theory

## Принцип действия
Подъёмная сила крыла создаётся за счёт изменения направления потока воздуха.
Одним из распространённых объяснений принципа действия крыла является ударная модель Ньютона, предложенная им в Principia Mathematica для предельно разряжённой среды с несталкивающимися друг с другом частицами (т. е. для среды, в которой длина свободного пробега много больше размера крыла): частицы воздуха, сталкиваясь с нижней поверхностью крыла, стоящего под углом к потоку, упруго отскакивают вниз согласно третьему закону Ньютона, толкая крыло вверх. Данная упрощённая модель учитывает закон сохранения импульса, но полностью пренебрегает обтеканием верхней поверхности крыла, вследствие чего она даёт заниженную величину подъёмной силы. В данном случае неправомерно использование этой модели для среды, в которой длина свободного пробега много меньше характерных размеров крыла.
В другой упрощённой модели возникновение подъёмной силы объясняется разностью давлений на верхней и нижней сторонах профиля, возникающей согласно закону Бернулли: на нижней поверхности крыла скорость протекания воздуха оказывается ниже, чем на верхней, поэтому подъёмная сила крыла направлена снизу вверх; этой разностью давлений обуславливается подъёмная сила. Модель также неверна из-за неправильной односторонней связи скорости потока и разряжения. В реальности имеем взаимосвязь угла атаки, разряжения и скорости потока.
Для более точных вычислений Н. Е. Жуковский ввёл понятие циркуляции скорости потока; в 1904 году им была сформулирована теорема Жуковского. Циркуляция скорости позволяет учесть скос потока и получать значительно более точные результаты при расчётах. Одним из главных недостатков вышеприведённых объяснений является то, что они не учитывают вязкость воздуха, то есть перенос энергии и импульса между отдельными слоями потока (что и является причиной циркуляции). Существенное влияние на крыло может оказать поверхность земли, «отражающая» возмущения потока, вызванные крылом, и возвращающая часть импульса обратно (экранный эффект).
Поток воздуха, следующий вдоль верхней поверхности крыла, «прилипает» к ней и старается следовать вдоль этой поверхности даже после точки перегиба профиля (эффект Коанда).
Обтекание крыла является сложным трёхмерным нелинейным и, зачастую, нестационарным, процессом. Подъёмная сила крыла зависит от его площади, профиля, формы в плане, а также от угла атаки, скорости и плотности потока (числа Маха) и от целого ряда других факторов. Для расчёта подъёмной силы используются уравнения Навье — Стокса (т.е. в расчёте учитываются вязкость, сохранение массы и импульса).

## Расположение крыла
Положение крыла относительно фюзеляжа определяется его расположением по длине и высоте фюзеляжа, а также углом установки относительно его продольной оси. Расположение крыла по высоте фюзеляжа может быть различным: высоким, средним и низким. В соответствии с этим самолёт называют высокопланом, среднепланом и низкопланом. Вариант расположения зависит от формы фюзеляжа, назначения самолёта, типа и расположения двигателей и др. Угол установки крыла выбирают так, чтобы он был равен углу атаки на наиболее характерном режиме полёта. При этом фюзеляж расположен по потоку и имеет наименьшее сопротивление. На некоторых самолётах угол установки крыла может меняться.

## Форма крыла
Одна из основных проблем при конструировании новых самолётов — выбор оптимальной формы крыла и его параметров (геометрических, аэродинамических, прочностных и т. п.).

### Прямое крыло
Основным достоинством прямого крыла является его высокий коэффициент подъёмной силы даже при малых углах атаки. Это позволяет существенно увеличить удельную нагрузку на крыло, а значит уменьшить габариты и массу, не опасаясь значительного увеличения скорости взлёта и посадки. Данный тип крыла применяется в дозвуковых и околозвуковых самолётах с реактивными двигателями. Ещё одним достоинством прямого крыла является технологичность изготовления, позволяющая удешевить производство.
Недостатком, предопределяющим непригодность такого крыла при звуковых скоростях полёта, является резкое увеличение коэффициента лобового сопротивления при превышении критического значения числа Маха.
Прямое крыло очень чувствительно к турбулентности атмосферы, в связи с чем на тихоходных самолётах (особенно бипланах) и планёрах с прямым крылом хорошо ощущается эффект «воздушных ям».

### Стреловидное крыло
Стреловидное крыло получило широкое распространение благодаря различным модификациям и конструкторским решениям.
Достоинства:
- увеличение скорости, при которой наступает волновой кризис, и как следствие — меньшее сопротивление на трансзвуковых скоростях по сравнению с прямым крылом[9];
- медленный рост подъёмной силы в зависимости от угла атаки, а следовательно лучшая устойчивость к турбулентности атмосферы.

Недостатки:
- пониженная несущая способность крыла, а также меньшая эффективность действия механизации;
- увеличение поперечной статической устойчивости по мере возрастания угла стреловидности крыла и угла атаки, что затрудняет получение надлежащего соотношения между путевой и поперечной устойчивостями самолёта и вынуждает применять вертикальное оперение с большой площадью поверхности, а также придавать крылу или горизонтальному оперению отрицательный угол поперечного V;
- отрыв потока воздуха в концевых частях крыла, что приводит к ухудшению продольной и поперечной устойчивости и управляемости самолёта;
- увеличение скоса потока за крылом, приводящее к снижению эффективности горизонтального оперения;
- возрастание массы и уменьшение жёсткости крыла.

Для решения этих проблем используется крутка крыла, механизация, переменный угол стреловидности вдоль размаха, обратное сужение крыла либо отрицательная стреловидность.
Примеры применения: Су-7, Боинг 737, Ту-134 и другие.

#### Оживальное крыло
Вариация стреловидного крыла.
Действие крыла оживальной формы можно описать как спиральный поток вихрей, срывающихся с острой передней кромки большой стреловидности в околофюзеляжной части крыла. Вихревая плёнка вызывает также образование обширных областей низкого давления и увеличивает энергию пограничного слоя воздуха, повышая тем самым коэффициент подъёмной силы.
Манёвренность ограничивается прежде всего статической и динамической прочностью конструкционных материалов, а также аэродинамическими характеристиками самолёта.
Примеры применения: Конкорд, Boom Overture.

### Обратной стреловидности
Крыло с отрицательной стреловидностью (то есть со скосом вперёд).
Преимущества:
- позволяет улучшить управляемость на малых скоростях полёта;
- повышает аэродинамическую эффективность во всех областях лётных режимов;
- компоновка КОС оптимизирует распределения давления на крыло и переднее горизонтальное оперение;
- позволяет уменьшить радиолокационную заметность самолёта[источник не указан 3663 дня] в передней полусфере;

Недостатки:
- КОС особо подвержено аэродинамической дивергенции (потере статической устойчивости) при достижении определённых значений скорости и углов атаки;
- требует конструкционных материалов и технологий, позволяющих создать достаточную жёсткость конструкции;

Примеры применения: серийный гражданский HFB-320 Hansa Jet, экспериментальный истребитель Су-47 «Беркут».

### Треугольное крыло
Треугольное (дельтавидное англ. delta-wing — получило наименование по начертанию греческой буквы дельта) крыло жёстче и легче как прямого, так и стреловидного и чаще всего используется на самолетах, спроектированных для полета на скоростях свыше M = 2.
Преимущества:
- Имеет малое относительное удлинение

Недостатки:
- Возникновение и развитие волнового кризиса;
- Большие сопротивления и более резкое падение максимального аэродинамического качества при изменении угла атаки, что затрудняет достижение большего потолка и радиуса действия.

Примеры применения: МиГ-21, HAL Tejas, Mirage 2000 (малой относительной толщины); Gloster Javelin, Avro Vulcan (большой относительной толщины), Avro Canada CF-105 Arrow, Saab 37 Viggen, сверхзвуковые пассажирские Lockheed L-2000, Boeing-2707-300.

### Трапециевидное крыло
Трапециевидное крыло.
Преимущества:
Примеры применения: F/A-18, прототип YF-23.

### Эллиптическое крыло
Эллиптическое крыло.
Преимущества: имеет наибольшее аэродинамическое качество среди всех известных типов крыла.
Недостатки: весьма сложно в изготовлении.
Примеры применения: К-7 (СССР), Supermarine Spitfire.

### Крыло арочного типа
Автором арочного типа крыла является американский конструктор Уиллард Кастер, который в 1930-х — 1950-х годах разработал и построил несколько экспериментальных самолётов, на которых применил изобретённую им аэродинамическую схему. Её основной особенностью, по замыслу Кастера, была способность полукруглого крыла создавать, благодаря своей форме, дополнительную статическую подъёмную силу. Однако доказать воплощение концепции до жизнеспособных характеристик Кастеру не удалось, и арочное крыло не получило распространения в авиастроении.
Кастер утверждал, что аппарат с таким крылом способен взлетать и подниматься почти вертикально, или зависать, сохраняя скорость железнодорожного транспортного средства.

### Толщина крыла
Крыло также характеризуется относительной толщиной (соотношение толщины к ширине), у корня и на концах, выраженной в процентах.
Толстое крыло
Толстым считается крыло, имеющее профиль относительной толщиной более 12%.Толстое крыло позволяет отодвинуть момент срыва в штопор (сваливание), и лётчик может маневрировать с большими углами и перегрузкой. Главное — этот срыв на таком крыле развивается постепенно, сохраняя плавное обтекание потока на большей части крыла. При этом, лётчик получает возможность распознать опасность по возникающей тряске аэроплана и вовремя принять меры. Самолёт же с тонким крылом резко и внезапно теряет подъёмную силу почти на всей площади крыла, не оставляя пилоту шансов.
Примеры:  ТБ-4 (АНТ-16), АНТ-20, К-7, Boeing Model 299, Boeing XB-15

## Сверхкритическое крыло
Суперкритический профиль (С. П.), дозвуковой профиль крыла, позволяющий при фиксированном значении коэффициентов подъёмной силы и толщины профиля существенно повысить критическое число Маха. Чтобы увеличить скорость, нужно уменьшать сопротивление профиля крыла путём уменьшения его толщины («сплющить» профиль), но при этом надо сохранить его весовые и прочностные характеристики. Решение нашёл американский инженер Ричард Уиткомб. Он предложил сделать сужающуюся подрезку на нижней поверхности задней части крыла (небольшой плавный отгиб «хвостика» крыла вниз). Расширяющийся в подрезке поток компенсировал смещение аэродинамического фокуса. Использование уплощённых профилей с изогнутой задней частью позволяет равномерно распределить давление вдоль хорды профиля и тем самым приводит к смещению центра давления назад, а также увеличивает критическое число Маха на 10-15 %. Такие профили стали называть сверхкритическими (суперкритическими). Достаточно быстро они эволюционировали в сверхкритические профили 2-го поколения — передняя часть приближалась к симметричной, а подрезка усиливалась. Однако дальнейшее развитие в этом направлении остановилось — ещё более сильная подрезка делала заднюю кромку слишком тонкой с точки зрения прочности. Другим недостатком сверхкритического крыла 2-го поколения был момент на пикирование, который приходилось парировать нагрузкой на горизонтальное оперение. Раз нельзя подрезать сзади — нужно подрезать спереди: решение было столь же гениально, сколько и просто ― применили подрезку в передней нижней части крыла и уменьшили её в задней. Здесь краткая история эволюции аэродинамических профилей в картинках. Сверхкритические профили применяются в пассажирской авиации, обеспечивая наилучшее соотношение экономичности, веса конструкции и скорости полёта.

## Механизация крыла
- 1 — законцовка крыла
- 2, 3 —корневые и концевые элероны
- 4 — обтекатели механизма привода закрылков
- 5, 6 — предкрылки
- 7 — корневой (или внутренний) трёхщелевой закрылок
- 8 — внешний трёхщелевой закрылок
- 9 — интерцептор
- 10 — интерцептор/спойлер

### Закрылки
Положение закрылков (сверху вниз)
- 1 — Наибольшая эффективность (набор высоты, горизонтальный полёт, снижение)
- 2 — Наибольшая площадь крыла (взлёт)
- 3 — Наибольшая подъёмная сила, высокое сопротивление (заход на посадку)
- 4 — Наибольшее сопротивление, уменьшенная подъёмная сила (после посадки)

### Складывающееся крыло
К конструкции со складывающимся крылом прибегают в том случае, когда хотят уменьшить габариты при стоянке воздушного судна. Наиболее часто такое применение встречается в палубной авиации (Су-33, Як-38, F-18, Bell V-22 Osprey), но и рассматривается иногда для пассажирских ВС (КР-860, Boeing 777X).

## Конструктивно-силовые схемы крыла
По конструктивно-силовой схеме крылья делятся на ферменные, лонжеронные, кессонные.

### Ферменное крыло
Конструкция такого крыла включает пространственную ферму, воспринимающую силовые факторы, нервюры и обшивку, передающую аэродинамическую нагрузку на нервюры.
Не следует путать ферменную конструктивно-силовую схему крыла с лонжеронной конструкцией, включающей лонжероны и (или) нервюры ферменной конструкции.
В настоящее время крылья ферменной конструкции практически не применяются на самолётах, но широко распространены на дельтапланах.

### Лонжеронное крыло
Лонжеронное крыло включает один или несколько продольных силовых элементов — лонжеронов, которые воспринимают изгибающий момент. Помимо лонжеронов, в таком крыле могут присутствовать продольные стенки. Они отличаются от лонжеронов тем, что панели обшивки с стрингерным набором крепятся к лонжеронам. Лонжероны передают нагрузку на шпангоуты фюзеляжа самолёта с помощью моментных узлов.

### Кессонное крыло
В кессонном крыле основную нагрузку воспринимают как лонжероны, так и обшивка. В пределе лонжероны вырождаются до стенок, а изгибающий момент полностью воспринимается панелями обшивки. В таком случае конструкцию называют моноблочной. Силовые панели включают обшивку и подкрепляющий набор в виде стрингеров или гофра. Подкрепляющий набор служит для обеспечения отсутствия потери устойчивости обшивки от сжатия и работает на растяжение-сжатие вместе с обшивкой.
Кессонная конструкция крыла требует наличия центроплана, к которому крепятся консоли крыла. Консоли крыла стыкуются с центропланом при помощи контурного стыка, обеспечивающего передачу силовых факторов по всей ширине панели.

## Геометрические характеристики крыла
Геометрические характеристики — перечень параметров, понятий и терминов используемых для проектирования крыла и определения наименований его элементов:
Размах крыла (L) — расстояние между двумя плоскостями, параллельными базовой плоскости самолёта и касающимися концов крыла. [ГХС 1990(с.55)]
Хорда несущей поверхности крыла — отрезок прямой, взятый в одном из сечений крыла плоскостью, параллельной базовой плоскости самолёта, и ограниченный передней и задней точками профиля.
Местная хорда крыла (b(z)) — отрезок прямой на профиле крыла, соединяющий переднюю и заднюю точки контура профиля в заданном сечении по размаху крыла.
Длина местной хорды крыла (b(z)) — длина отрезка линии, проходящей через заднюю и переднюю точки аэродинамического профиля в местном сечении по размаху крыла.
Центральная хорда крыла (b0) — местная хорда крыла в базовой плоскости самолёта, получаемая продолжением линии передней и задней кромок крыла до пересечения с этой плоскостью. [ГХС 1990(с.54)]
Длина центральной хорды крыла (b0) — длина отрезка между точками пересечения передней и задней кромок крыла базовой плоскостью самолёта. [ГХС 1990(с.54)]
Бортовая хорда крыла  (bб) — хорда по линии разъёма крыла и фюзеляжа в сечении крыла, параллельном базовой плоскости самолёта. [ГХС 1990(с.54)]
Концевая хорда крыла  (bк) — хорда в концевом сечении крыла, параллельном базовой плоскости самолёта.
Базовая плоскость крыла — плоскость, содержащая центральную хорду крыла и перпендикулярная базовой плоскости самолёта. [ГХС 1990(с.43)]
Площадь крыла (S) — площадь проекции крыла на базовую плоскость крыла, включая подфюзеляжную часть крыла и наплывы крыла. [ГХС 1990(с.55)]
Контрольное сечение крыла — условное сечение крыла плоскостью, параллельной базовой плоскости крыла (z = const). [ГХС 1990(16)]
Кривизна крыла — переменное отклонение средней линии аэродинамических профилей от их хорд; характеризуется относительной вогнутостью профиля (отношением максимального отклонения средней линии от хорды к длине хорды). [ГХС 1990(16)]
Срединная поверхность крыла — образуемая совокупностью всех средних линий профилей крыла по размаху; обычно задаётся некоторыми законами изменения вогнутости профиля и крутки крыла по размаху; при постоянной величине крутки крыла и нулевой кривизне профилей из которых составлено крыло, срединная поверхность представляет собой плоскость. [ГХС 1990(16)]
Удлинение крыла  (λ) — относительный геометрический параметр, определяемый как отношение: λ = L²/S;
Сужение крыла  (η) — относительный геометрический параметр крыла, определяемый как отношение: η = b0/bк;
Геометрическая крутка крыла — поворачивание хорд крыла по его размаху на некоторые углы (по закону φкр = f(z)), которые отсчитываются от плоскости, за которую обычно принимают базовую плоскость крыла (при условии если угол заклинения крыла по бортовой хорде равен нулю). Применяется для улучшения аэродинамических характеристик, устойчивости и управляемости на крейсерском режиме полёта и при выходе на большие углы атаки.
Местный угол геометрической крутки крыла (φкр(z)) — угол между местной хордой крыла и его базовой плоскостью, причём угол φкр(z) считается положительным, когда передняя точка местной хорды выше задней очки той же хорды крыла.